# Sophora denudata
Sophora denudata är en ärtväxtart som beskrevs av Jean-Baptiste Bory de Saint-Vincent. Sophora denudata ingår i släktet soforor, och familjen ärtväxter. Inga underarter finns listade i Catalogue of Life.

## Bildgalleri

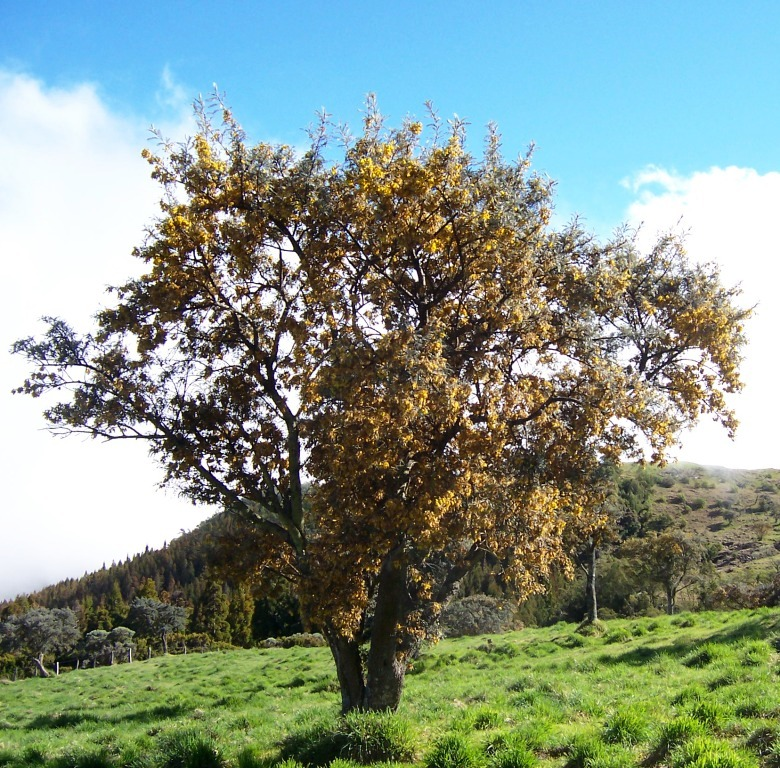
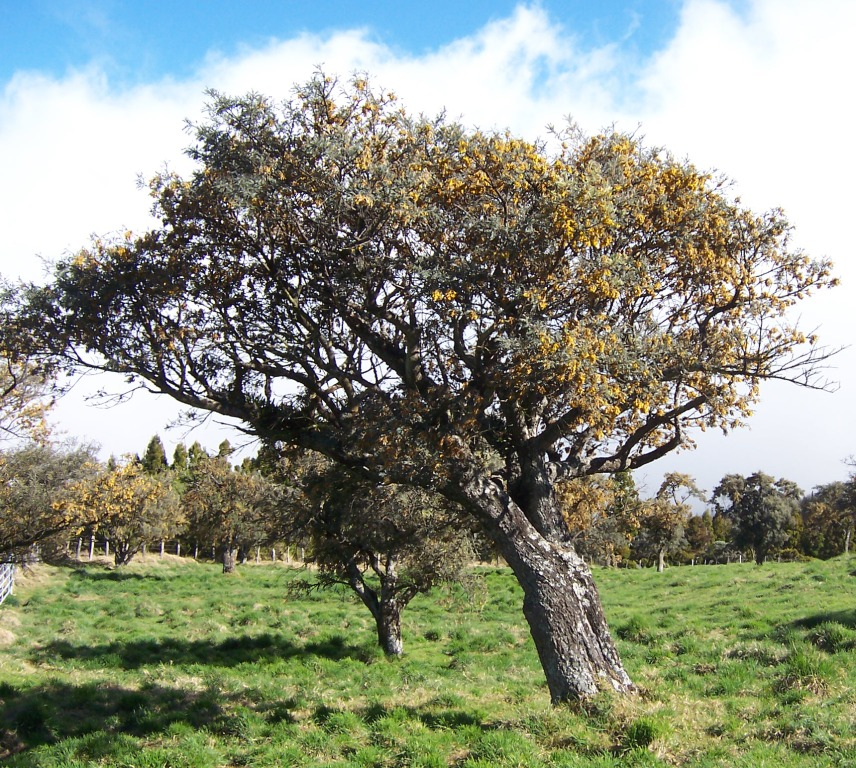
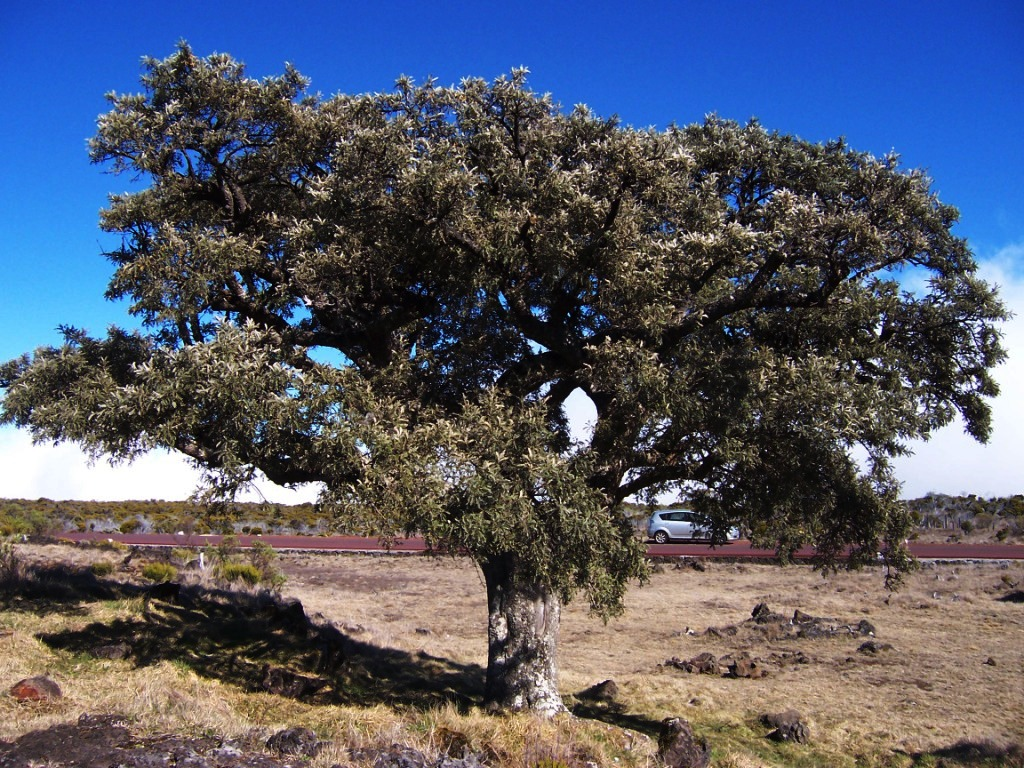